# Маринований оселедець Бісмарк

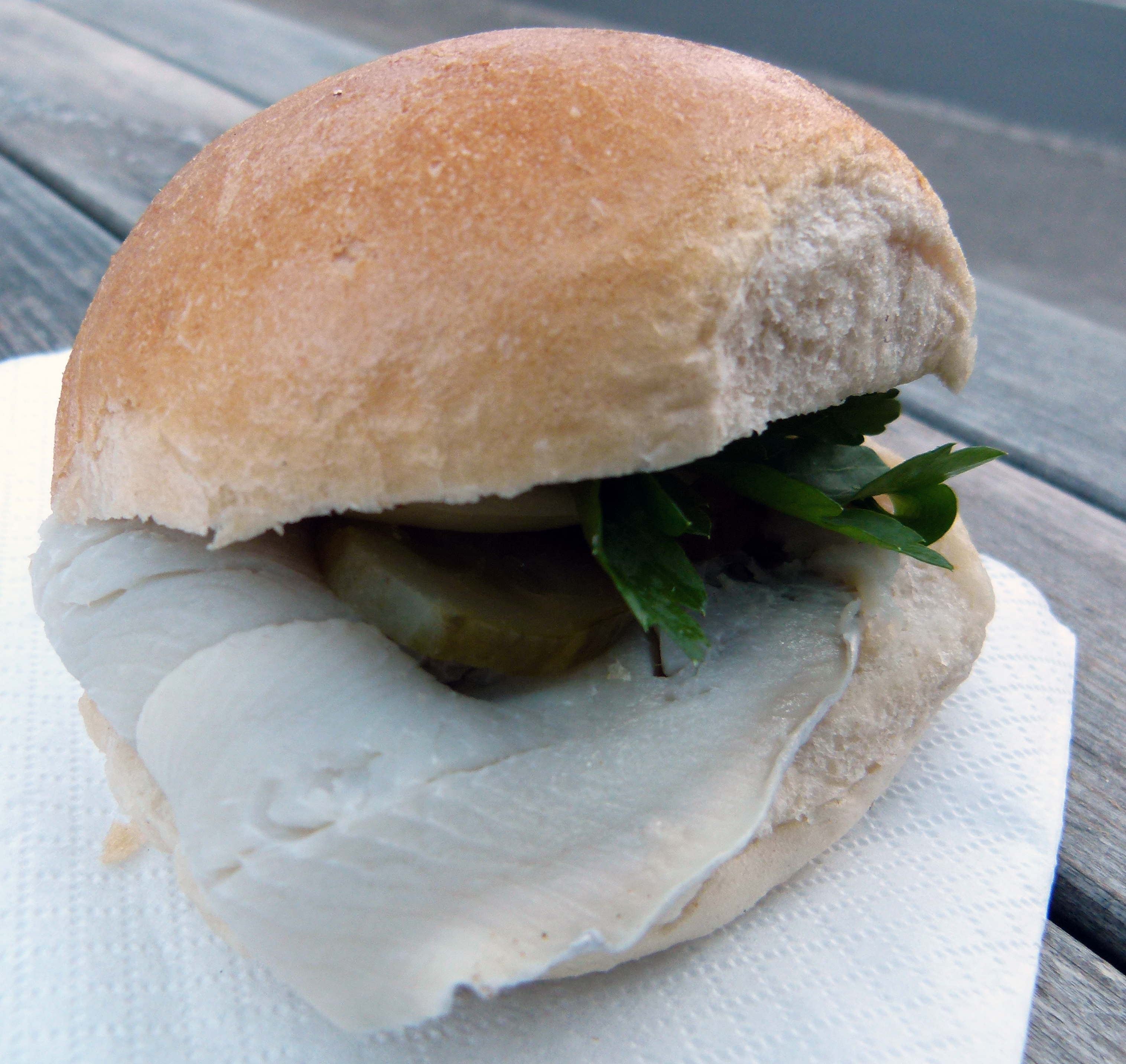
Оселедець Бісмарк, загорнутий в рулет з маринованими огірками

Маринований оселедець Бісмарк або оселедець а-ля Бісмарк (нім. Bismarckhering) — бренд маринованого балтійського оселедця, страви з половинок оселедцевих філе або рольмопсів, створений у XIX столітті в Штральзунді. З роками оселедці, мариновані в кисло оцтово-пряному маринаді з додаванням овочів і спецій — олії, цибулі, зерен гірчиці і лаврового листа, стали популярною стравою не тільки на поморських столах. Огірки та оселедці, названі на честь прем'єр-міністра Пруссії, були одним із проявів культу Залізного Канцлера.

## Походження страви
Традиція рибальства у Штральзунді бере свій початок у 1290 році, коли герцог Вислав II надав привілей, що дає право ловити оселедця рибалкам Штральзунда на півострові Віттов і монополію на торгівлю цією рибою на острові Рюгені.

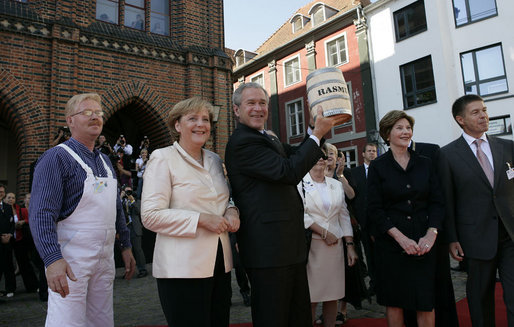
Компанія Stralsund Rasmus передає Джорджу В. Бушу бочку оселедця Бісмарка, виготовленого за оригінальним рецептом, під час його візиту до Штральзунда у 2006 році

В Німеччині основоположником способу приготування оселедця в оцтовому маринаді вважають Йогана Віхмана, який після виграшу в лотерею в 1853 році відкрив переробний завод у Штральзунді. Серед іншого, він почав виробляти там новий делікатес — свіжовипотрошений балтійський оселедець без кісток, замаринований в оцтовому розсолі та упакований у дерев'яні бочки. У 1871 році підприємець відправив канцлеру Бісмарку бочку цього продукту разом з листом-привітанням з днем народження. За цей подарунок він отримав особисту подяку. Віхман надіслав канцлеру другу бочку оселедця з проханням дозволити назвати продукт його іменем. Він швидко отримав цю згоду в іншому особистому листі від Бісмарка.

## Місце в сучасній кулінарній культурі
Оселедці а-ля Бісмарк користуються популярністю. Канцлер Ангела Меркель дарує їх своїм іноземним гостям: бочку оселедців подарували президенту США Джорджу Бушу під час його візиту до Штральзунда.
Оселедці, про які Бісмарк писав, що «якби вони не були масовими та дешевими, до них ставилися б як до найдорожчого делікатесу», знову повертаються на столи поморської регіональної кухні. Смажені, мариновані та солоні, вони подаються в приморських ресторанах як закуски з грибами, чорносливом та медом.